# تشارلز إي. نيلسون
تشارلز إي. نيلسون (بالإنجليزية: Charles E. Nelson)‏ هو سياسي أمريكي، ولد في 11 يوليو 1882، وتوفي في 7 فبراير 1966. حزبياً، نشط في الحزب الجمهوري. وقد انتخب عضو جمعية ولاية ويسكونسن.